# Бежук Марія Мар'янівна
Марі́я Мар'я́нівна Бежук (нар. 3 жовтня 1952, Дзвиняч, Україна) — українська педагогиня, спеціаліст вищої кваліфікаційної категорії, «вчитель-методист».

## Життєпис
Марія Бежук народилася 3 жовтня 1952 року в селі Дзвиняч Заліщицького району Тернопільської області України.
Закінчила Заліщицьку середню школу (1969) із золотою медаллю, з відзнакою Чернівецький державний університет (1974).
Працювала учителем Заліщицької восьмирічної школи № 2, української мови та літератури Заліщицької загальноосвітньої школи № 1 імені О. Маковея (1975—1995). Від 1995 — учитель української мови та літератури Заліщицької державної гімназії.
Членкиня Генеральної ради Всеукраїнської асоціації викладачів української мови та літератури; обласної творчої групи, лектор, член журі з перевірки робіт учнів на
різних етапах конкурсів та олімпіад.
Під її керівництвом драматичний гурток «Гайдамаки» отримав Гран-прі в обласному конкурсі стрілецької та повстанської пісні, а читці неодноразово займали призові місця в різних конкурсах.

## Відзнаки
- Заслужений вчитель України (2016),
- Відмінник освіти України,
- лауреат премії імені О. Маковея,
- переможниця Всеукраїнського конкурсу вчителів української мови та літератури, організованого Всеукраїнським товариством «Просвіта» (1994),
- значки «Відмінник освіти України», «Василь Сухомлинський»,
- Почесні грамоти Міністерства освіти і науки України,
- Подяка Міністерства освіти і науки України,
- цінні подарунки, грамоти Тернопільської обласної державної адміністрації, Департаменту освіти і науки Тернопільської ОДА.

## Доробок
Друкується у всеукраїнських та обласних педагогічних вісниках.